# Латерна
Латерната е музикален инструмент, представляващ малък преносим механичен орган, който възпроизвежда една и съща мелодия чрез въртенето на манивела. Състои се от барабан с издатини, тръби и мях. По устройство е сходна и с хармониума.

За изобретател на латерната се смята италианецът Джовани Барбиери, през 1702 година. Тя издава много странен звук. Инструментът е продълговат.